# American Horror Story: Asylum
American Horror Story: Asylum to drugi sezon amerykańskiego serialu telewizyjnego American Horror Story. Został po raz pierwszy wyemitowany przez FX między 17 października 2012 a 23 stycznia 2013 roku. Premierowa emisja w Polsce odbyła się od 26 października 2012 do 25 stycznia 2013 roku na antenie Fox. Do obsady serialu powrócili aktorzy z pierwszego sezonu: Jessica Lange, Evan Peters, Sarah Paulson, Lily Rabe, Zachary Quinto, Frances Conroy i Dylan McDermott. Wśród nowej obsady znaleźli się między innymi: James Cromwell, Chloë Sevigny, Joseph Fiennes i Lizzie Brocheré.
Zgodnie z antologiczną formą serialu, Asylum stanowi osobny miniserial, niezwiązany bezpośrednio z pozostałymi sezonami (poza nieznacznymi nawiązaniami). Jego akcja skupia się wokół prowadzonego przez zakonnice szpitala psychiatrycznego Briarcliff. Pacjenci, częściowo zdrowi umysłowo, zmagają się z brutalnym traktowaniem i nieludzkimi eksperymentami naukowymi szpitalnego lekarza. Ponadto, bohaterowie poddawani są działalności nadprzyrodzonych mocy, wpływowi Diabła i porwaniom przez siły pozaziemskie.

## Streszczenie fabuły
Akcja odbywa się głównie w 1964 roku w prowadzonym przez zakonnice szpitalu psychiatrycznym Briarcliff w stanie Massachusetts. Ośrodek należy do monsignora Timothy’ego Howarda, a jego prowadzeniem zajmuje się zakonnica Jude Martin. Do personelu należą także: siostra Mary Eunice McKee, lekarz Arthur Arden i psychiatra Oliver Thredson. W okolicy Briarcliff działa brutalny morderca kobiet, znany jako Krwawa Twarz. Po tym, jak istoty pozaziemskie porywają Almę Walker, jej mąż, Kit, zostaje oskarżony o zabójstwo i bycie Krwawą Twarzą. Do czasu procesu policja umieszcza go w Briarcliff. W tym samym czasie w szpitalu zjawia się dziennikarka Lana Winters. Jude, bojąc się, że Lana ujawni szokujące informacje o szpitalu, szantażuje jej partnerkę, Wendy, która wyraża zgodę na zamknięcie Lany w Briarcliff z powodu homoseksualizmu. Ponadto, w szpitalu umieszczeni są między innymi: Grace Bertrand, która brutalnie zamordowała rodzinę, nimfomanka Shelley, seryjny zabójca Leigh Emerson czy cierpiąca na mikrocefalię Pepper.
Personel Briarcliff wykazuje się wobec pacjentów surowością i stosuje kontrowersyjne metody leczenia, takie jak terapia elektrowstrząsowa. Ponadto Arden, w tajemnicy przez Jude, wykonuje w swoim gabinecie eksperymenty naukowe na ludziach. W okolicznym lesie żyją stworzone przez niego na wzór człowieka stwory, którymi opiekuje się Mary. Jude cechuje szczególna bezwzględność wobec pacjentów, z kolei Mary jest nieśmiała i boi się jej. Podczas egzorcyzmu na jednym z pacjentów zostaje opętana przez Diabła, co zmienia ją w pewną siebie i agresywną. Lana, Kit, Grace i Shelley, jako zdrowi psychicznie, wspólnie starają się wymyślić plan ucieczki. Kit nawiązuje bliską relację z Grace, z kolei Thredson skrycie obiecuje Lanie, że pomoże jej się wydostać z Briarcliff. Gdy zabiera ją do swojego domu, wyjawia, że to właśnie on jest Krwawą Twarzą. Zamyka Lanę w piwnicy, gwałci ją i grozi zabójstwem. Okazuje się być niebezpiecznym i niezrównoważonym psychicznie morderdcą, który obdziera swoje ofiary ze skóry. Lanie udaje się uciec, jednak zostaje znaleziona przez policję i ponownie umieszczona w Briarcliff, gdzie Thredson nadal pracuje.
Tymczasem jedna z pacjentek Briarcliff, Charlotte Brown, twierdzi, że jest Anne Frank i rozpoznaje w Ardenie lekarza z Auschwitz-Birkenau, Hansa Grüpera. Wzbudza tym zaintrygowanie Jude, która prosi o pomoc Sama Goodmana, specjalizującego się w tropieniu byłych nazistów. Doniesienia Charlotte okazują się prawdziwe. Ponadto, z Briarcliff udaje się uciec Shelley, na której Arden prowadził eksperymenty. Aby uniknąć wyjawieniu niewygodnych faktów, Arthur postanawia przeciwdziałać szpiegostwu Jude. Mary zabija Sama, Howard dusi Shelley i przenosi Jude do zakładu dla trudnych dziewcząt w Pittsburghu, a prowadzenie szpitala przejmuje Mary. Zakonnica wraz z Ardenem spiskują przeciwko Jude, która zostaje uznana za niestabilną psychicznie i umieszczona w Briarcliff jako pacjentka, a jej śluby zakonne są anulowane. W wyniku stosowania szczególnie silnej terapii elektrowstrząsowej i lekowej, Jude stopniowo traci świadomość tego, kim jest i co się wokół niej dzieje.
Lana, odkrywszy, że w wyniku gwałtu zaciążyła, bezskutecznie próbuje popełnić aborcję. Wraz z Kitem nagrywa Thredsona, przyznającego się do zbrodni popełnionych jako Krwawa Twarz. Psychiatra usiłuje znaleźć i zniszczyć nagranie, jednak Lanie udaje się je ukryć. Arden jest świadkiem zabrania Grace przez istoty pozaziemskie. Gdy z pomocą Kita usiłuje ich wezwać, Grace wraca na Ziemię w zaawansowanej ciąży. Wkrótce rodzi chłopca, a Kit, przekonany, że Alma nie żyje, oświadcza się jej. Dzięki wstawiennictwu Jude siostra Claudia, matka przełożona klasztoru, doprowadza do wypuszczenia Lany z Briarcliff. Tymczasem monsignor zaczyna wierzyć w doniesienia Jude o opętaniu Mary przez Diabła. Nie mogąc go wypędzić poprzez egzorcyzm, morduje zakonnicę. Arden, dręczony wyrzutami sumienia, popełnia samobójstwo. Howard, prowadząc Briarcliff samodzielnie, zamyka Jude w izolatce i oficjalnie wpisuje w jej akta, że popełniła samobójstwo. W rzeczywistości nadaje obłąkanej byłej zakonnicy nowe nazwisko, pod którym funkcjonuje jako pacjentka szpitala.
Lana, wypuszczona z Briarcliff, ujawnia prawdę o tożsamości Krwawej Twarzy, podpierając się nagraniami, na których Thredson przyznaje się do win. Zanim policja go aresztuje, ona sama zabija byłego oprawcę. Wkrótce próbuje pomóc Jude w wydostaniu się z Briarcliff, zostaje jednak okłamana, że Martin popełniła samobójstwo. Kilka miesięcy później rodzi syna, którego zaraz po porodzie oddaje do adopcji. Spisawszy swoje przeżycia, staje się popularną pisarką, śledzoną przez media i wydającą bestsellery. Skupiając się na autopromocji, porzuca pomysł ostatecznego skompromitowania Briarcliff i doprowadzenia do jego zamknięcia. Tymczasem Kit zostaje wypuszczony ze szpitala i wraz z Grace oraz synem powraca do swojego starego domu, gdzie – jak się okazuje – mieszka Alma z córką. Przez pewien czas cała piątka żyje wspólnie, do czasu, gdy Alma zabija Grace i zostaje umieszczona w Briarcliff. Kit, wybaczywszy Jude, zabiera ją do swojego domu. Po kilku miesiącach obłąkana była zakonnica umiera. Po upływie lat Lana w końcu doprowadza do zamknięcia Briarcliff, a w 2013 roku spotyka Johnny’ego Morgana, swojego syna. Mężczyzna od lat darzy ją nienawiścią i pragnie dokończyć dzieło ojca, który planował zabójstwo Lany. Zanim jednak odważa się ją zastrzelić, to ona zabija jego.

## Nawiązania w późniejszych sezonach
Mimo że każdy sezon American Horror Story stanowi osobny i spójny miniserial, niezwiązany bezpośrednio z pozostałymi, w kolejnych sezonach pojawiły się nawiązania do Asylum.
- W sezonie czwartym, Freak Show:
  - jedną z postaci jest Pepper (Naomi Grossman). W 1936 roku Elsa Mars (Jessica Lange) ją adoptuje, tym samym rozpoczynając działalność swojego gabinetu osobliwości. W 1953 roku Elsa oddaje Pepper jej siostrze, Ricie Gayheart (Mare Winningham). W 1962 roku Rita wraz z mężem, Larrym (Matthew Glave), obciążają ją odpowiedzialnością za zabójstwo ich syna, którego w rzeczywistości dokonał Larry. Wówczas Pepper zostaje umieszczona w Briarcliff;
  - w odcinku „Sieroty” akcja odbywa się w Briarcliff, gdzie Mary Eunice McKee (Lily Rabe) przyjmuje nową pacjentkę, Pepper;
  - w odcinku „Burze oklasków” pojawia się młody Hans Grüper (John Cromwell). W retrospekcji z 1932 roku Grüper, lekarz żyjący w Republice Weimarskiej, odcina nogi Elsie, co jest nagrywane na potrzeby snuff filmu.
- W odcinku „Rozdział 10” sezonu szóstego, Roanoke, pojawia się Lana Winters (Sarah Paulson). W 2017 roku, już jako emerytka, nagrywa specjalny odcinek swojego talk-show, w którym przeprowadza wywiad z Lee Harris (Adina Porter). Nagranie przerywa wtargnięcie do studia Lota Polka (Frederick Koehler), który uderza ją w głowie strzelbą, wskutek czego Lana trafia do szpitala.
- W odcinku „Znów wszystko w porządku” sezonu siódmego, Kultu, Beverly Hope (Adina Porter) wspomina, że Ally Mayfair-Richards (Sarah Paulson) odmówiła udzielenia wywiadu Lanie Winters.

## Obsada i bohaterowie

### Obsada główna
- Zachary Quinto jako Oliver Thredson
- Joseph Fiennes jako Timothy Howard
- Sarah Paulson jako Lana Winters
- Evan Peters jako Kit Walker
- Lily Rabe jako Mary Eunice McKee
- Lizzie Brocheré jako Grace Bertrand
- James Cromwell jako Arthur Arden / Hans Grüper
- Jessica Lange jako Jude Martin

### Goście specjalni
- Chloë Sevigny jako Shelley (odc. 1–6)
- Ian McShane jako Leigh Emerson (odc. 8, 9)

### Obsada drugoplanowa
- Adam Levine jako Leo Morrison
- Jenna Dewan-Tatum jako Teresa Morrison
- Clea DuVall jako Wendy Peyser
- Mark Consuelos jako Spivey
- Britne Oldford jako Alma Walker
- Joe Egender jako Billy Marshall
- Naomi Grossman jako Pepper
- Fredric Lehne jako Frank McCann
- Jennifer Holloway jako Barb
- Vanessa Mizzone jako Lois
- Barbara Tarbuck jako siostra Claudia
- Matthew John Armstrong jako detektyw Byers
- Joel McKinnon Miller jako detektyw Connors
- Franka Potente jako Anne Frank / Charlotte Brown
- Mark Margolis jako Sam Goodman
- Kasey Mahaffy jako ojciec James
- Dylan McDermott jako Johnny Morgan (niewymieniony w napisach)
- Frances Conroy jako Shachath
- Jennifer Holland jako siostra Blackwell
- Mary-Pat Green jako zakonnica

### Obsada gościnna
- Devon Graye jako Jed Potter (odc. 2)
- Robin Weigert jako Cynthia Potter (odc. 2)
- John Aylward jako ojciec Malachi (odc. 2)
- Andrew Rothenberg jako pan Potter (odc. 2)
- Jenny Wade jako prostytutka (odc. 2)
- John Cromwell jako Hans Grüper (młodszy; odc. 4)
- David Chisum jako Jim Brown (odc. 5)
- Amy Farrington jako pani Reynolds (odc. 6)
- Nikki Hahn jako Jenny Reynolds (odc. 6)
- Bob Bancroft jako Harry Kirkland (odc. 6)
- Eugene Byrd jako policjant (odc. 6)
- David Gianopoulos jako John Greyson (odc. 6)
- Kirk Bovill jako Phil (odc. 6)
- William Mapother jako mężczyzna w samochodzie (odc. 7)
- Sean Patrick Thomas jako Terry (odc. 7)
- Tongayi Chirisa jako Miles (odc. 7)
- Debra Christofferson jako pani Stone (odc. 7)
- Lily Knight jako siostra Felicity (odc. 7)
- Don Stark jako prawnik (odc. 7)
- Erin Allin O’Reilly jako siostra Fuller (odc. 7)
- Chris McGarry jako pan Lancaster (odc. 8)
- Lara Harris jako Rhonda Lancaster (odc. 8)
- Tehya Scarth jako Susie Lancaster (odc. 8)
- Brooke Smith jako doktor Gardner (odc. 9)
- Cyd Strittmatter jako zakonnica (odc. 9)
- Rebecca Metz jako Lorene (odc. 9)
- John Pleshette jako przewodniczący komitetu (odc. 9)
- Jill Marie Jones jako Pandora (odc. 11)
- Gwynyth Walsh jako doktor Stevens (odc. 11)
- Robin Bartlett jako Miranda Crump (odc. 12)
- Jack Conley jako Woods (odc. 12)
- Lorinne Vozoff jako właściciel księgarni (odc. 12)
- Deirdre Lovejoy jako prowadząca (odc. 12)
- Elizabeth Bond jako Rena (odc. 12)

## Lista odcinków
| Nr | Nr | Tytuł oryginalny           | Tytuł polski                | Reżyseria           | Scenariusz      | Data premiery (Stany Zjednoczone) | Data premiery (Polska) |
| --- | -- | -------------------------- | --------------------------- | ------------------- | --------------- | --------------------------------- | ---------------------- |
| 13 | 1  | Welcome to Briarcliff      | Witajcie w Briarcliff       | Bradley Buecker     | Tim Minear      | 17 października 2012              | 26 października 2012   |
| W 2012 roku Leo i Teresa zwiedzają porzucony budynek Briarcliff, gdzie Krwawa Twarz w masce z ludzkiej skóry odrywa rękę Leo. W 1964 roku Kit Walker wraca do domu z pracy na stacji benzynowej. Tego samego dnia jego żona, Alma, zostaje porwana przez kosmitów, którzy atakują Kita. Dziennikarka Lana Winters odwiedza szpital psychiatryczny Briarcliff pod pretekstem napisania reportażu o tutejszej piekarni, spotyka się jednak z niechęcią prowadzącej ośrodek, zakonnicy Jude Martin. Tego samego dnia w Briarcliff zostaje zamknięty Kit, oskarżony o brutalne zabójstwo trzech kobiet (w tym Almy), mimo że sam się nie przyznaje do winy. Walker poznaje innych pacjentów: Shelley, Grace i Spiveya. Pracujący w szpitalu doktor Arthur Arden przeprowadza na nim wiwisekcję, wyciągając z szyi tajemniczy metalowy obiekt, samoistnie się poruszający. W międzyczasie siostra Mary Eunice, wysłana przez Ardena, idzie do lasu, by nakarmić przebywającego tam stwora. Spotyka Lanę, która udaje się z nią sekretnym tunelem do szpitala, pragnąc dowiedzieć się więcej o pacjentach. Po tym, jak zostaje zaatakowana i traci przytomność, siostra Jude zamyka ją w ośrodku jako pacjentkę. Zgodę na umieszczenie swojej partnerki w Briarcliff wyraża Wendy, szantażowana przez Jude, że jeśli nie podpisze dokumentu, ta ujawni jej homoseksualizm, co doprowadzi do wybuchu skandalu. |    |                            |                             |                     |                 |                                   |                        |
| 14 | 2  | Tricks and Treats          | Psikusy i cukierki          | Bradley Buecker     | James Wong      | 24 października 2012              | 2 listopada 2012       |
| Wendy chce cofnąć decyzję o umieszczeniu Lany w Briarcliff, zostaje jednak zamordowana przez Krwawą Twarz. Tymczasem doktor Arden wykonuje na dziennikarce terapię elektrowstrząsową. Później Lana wraz z Grace planuje ucieczkę sekretnym tunelem. Grace pragnie zabrać ze sobą Kita, jednak Lana nie wyraża na to zgody. Arden zamawia do domu prostytutkę, która ucieka, znajdując zdjęcia okaleczonych kobiet. Kit odbywa sesję z pracującym w szpitalu psychiatrą Oliverem Thredsonem, zaś Jude przyjmuje małżeństwo Potterów. Ich syn, Jed, został opętany przez Diabła. Monsignor Timothy Howard i ojciec Malachi wykonują na chłopcu egzorcyzm, podczas którego Jed wyjawia sekrety Jude (o dawnym problemie alkoholowym i rozwiązłości seksualnej, nieumyślnym spowodowaniu śmierci oraz fantazjach z udziałem Timothy’ego). W tym samym czasie Grace i Kit próbują uciec, jednak powstrzymuje ich Lana, która wzywa ochroniarza. Jed umiera, a Diabeł przenosi się do ciała Mary. Jude pragnie ukarać Kita i Grace za próbę ucieczki, jednak Walker bierze na siebie pełnię winy, za co otrzymuje podwójną chłostę. |    |                            |                             |                     |                 |                                   |                        |
| 15 | 3  | Nor’easter                 | Burza                       | Michael Uppendahl   | Jennifer Salt   | 31 października 2012              | 9 listopada 2012       |
| W 2012 roku Devon i Cooper, przebrani za Krwawą Twarz, zabijają Leo i Teresę, po czym zauważają trzecią osobę z maską z ludzkiej skóry. W 1964 roku opętana Mary Eunice przynosi Jude gazetę z 1949 roku z informacją o zaginionej dziewczynce. Później zakonnica zabija meksykańską pacjentkę, która rozpoznaje w niej wpływ Diabła. Arden oskarża Kita o szpiegostwo dla wywiadu, o którym świadczy tajemniczy metalowy obiekt, pragnący powrócić do szyi Walkera. Mary przynosi Jude wino mszalne i zostaje upomniana za czerwoną szminkę, którą – jak twierdzi – otrzymała od Ardena. Następnie Mary odwiedza Ardena i bezskutecznie próbuje go uwieść. Trwa silna burza, podczas której pacjentom zostaje puszczony film Pod znakiem Krzyża. Thredson, poproszony przez Lanę, przychodzi do domu Wendy, jednak jej nie zastaje, przez co podejrzewa, że stała się kolejną ofiarą Krwawej Twarzy. Jude odbiera telefon od dziewczynki, która oskarża zakonnicę o opuszczenie jej. Roztrzęsiona Jude upija się winem mszalnym, podczas gdy Lana, Kit i Grace ponownie próbują uciec z Briarcliff. Pomaga im Shelley, która odwraca uwagę ochroniarza, uprawiając z nim seks oralny. Pozostałej trójce udaje się uciec, jednak wracają do budynku, przerażeni dwoma stworami w lesie. Arden zabiera Shelley do swojego gabinetu i amputuje jej obie nogi. |    |                            |                             |                     |                 |                                   |                        |
| 16 | 4  | I Am Anne Frank (Part 1)   | Jestem Anne Frank (część 1) | Michael Uppendahl   | Jessica Sharzer | 7 listopada 2012                  | 16 listopada 2012      |
| W Briarcliff zostaje umieszczona kobieta, która twierdzi, że jest Anne Frank. Pacjentka atakuje Ardena, twierdząc, że pamięta go z obozu Auschwitz-Birkenau, gdzie działał jako doktor Hans Grüper. Grace zdradza Kitowi historię o tym, jak zabiła swojego ojca, który ją molestował seksualnie, a także przymykającą na to oko macochę. Anne przyłapuje ich na uprawianiu seksu, za co Jude chce obojga ubezpłodnić. Pod wpływem rozmów z Thredsonem Kit zaczyna podejrzewać, że rzeczywiście zamordował żonę, ale tego nie pamięta. Anne opowiada Jude swoją historię i zdradza nazistowską przeszłość Ardena. Tymczasem doktora odwiedzają policjanci, którym prostytutka opowiedziała o znalezionych w jego domu pornograficznych zdjęciach i pamiątkach z III Rzeszy. Thredson próbuje leczyć Lanę z homoseksualizmu poprzez warunkowanie awersji, ponadto w tajemnicy obiecuje jej pomóc w opuszczeniu Briarcliff. Jude zdradza monsignorowi swoje podejrzenia w sprawie nazistowskiej przeszłości Ardena, jednak ten nie chce jej uwierzyć. Po wyjściu Jude Howard dzwoni do doktora i radzi mu, by zatuszował wszelkie pamiątki z Niemiec. Arden porywa do swojego gabinetu Annę, która strzela mu w nogę z ukradzionego pistoletu i znajduje zdeformowaną Shelley, zamkniętą w izolatce. |    |                            |                             |                     |                 |                                   |                        |
| 17 | 5  | I Am Anne Frank (Part 2)   | Jestem Anne Frank (część 2) | Alfonso Gomez-Rejon | Brad Falchuk    | 14 listopada 2012                 | 23 listopada 2012      |
| Jude przychodzi do Sama Goodmana, który zajmuje się tropieniem byłych nazistów, i prosi go o pomoc w ustaleniu przeszłości Ardena. Tymczasem w Briarcliff Anne zostaje złapana na próbie zastrzelenia Arthura. Jude informuje ją, że przeszukała jego gabinet, ale nie znalazła zdeformowanej Shelley. Do szpitala przychodzi mężczyzna, który twierdzi, że Anne w rzeczywistości nazywa się Charlotte Brown i jest jej mężem. Za zgodą Jude zabiera żonę do domu, jednak ponownie przyprowadza ją do Briarcliff po tym, jak kobieta usiłuje zabić syna. Grace zostaje zabrana przez kosmitów i widzi wśród nich Almę. Thredson nagrywa Kita, przyznającego się do zabójstw. Shelley, wyniesiona przez Mary Eunice poza szpital, zostaje znaleziona na terenie szkoły. Arden, za zgodą męża Charlotte, wykonuje na niej lobotomię. Thredson pomaga Lanie opuścić Briarcliff i zabiera ją do swojego domu, gdzie ta widzi kości i dekoracje z ludzkiej skóry. Oliver zamyka ją w piwnicy, gdzie znajduje się ciało martwej Wendy. Okazuje się, że psychiatra jest w rzeczywistości Krwawą Twarzą. Kit zostaje zabrany z Briarcliff przez policję, Jude wychodzi do baru i spędza noc u poznanego tam mężczyzny, zaś Charlotte wraca do domu, gdzie ma zdjęcie młodego Ardena w towarzystwie Adolfa Hitlera. |    |                            |                             |                     |                 |                                   |                        |
| 18 | 6  | The Origins of Monstrosity | Pochodzenie ohydy           | David Semel         | Ryan Murphy     | 21 listopada 2012                 | 30 listopada 2012      |
| Pani Reynolds przyprowadza do Briarcliff swoją córkę, Jenny, która zabiła własną przyjaciółkę. Thredson opowiada Lanie o tym, jak został porzucony przez matkę, co obudziło w nim potrzebę uprowadzania kobiet. Goodman informuje Jude, że znalazł dowód na nazistowską przeszłość Ardena, jednak potrzebuje odcisków jego palców. Monsignor przychodzi do szpitala, gdzie ma odprawić ostatnie namaszczenie. Gdy się orientuje, że został wezwany do Shelley, dusi ją różańcem, by uniknąć ujawnienia prawdy o tym, co się dzieje w Briarcliff. Odwiedza w szpitalu Ardena, który pracuje właśnie nad uczynieniem gatunku ludzkiego odpornym na atak nuklearny. Howard chce ujawnić publicznie fakt jego eksperymentowania na ludziach, jednak Arthur przekonuje go, że wówczas pogrąży również sam siebie. Wspólnie decydują się usunąć „prawdziwe zagrożenie”, jakim jest szpiegostwo siostry Jude, w związku z czym monsignor nakazuje jej przenieść się do zakładu dla trudnych dziewcząt w Pittsburghu. Kit dzwoni do Thredsona z więzienia i oskarża go o manipulację, a w międzyczasie Lana usiłuje przeciąć łańcuch, w który jest związana. Oliver, zszedłszy do piwnicy, postanawia ją zabić w ramach kary za próbę uwolnienia się, jednak ostatecznie rezygnuje. Mary atakuje Goodmana i przynosi Ardenowi skradzione wyniki badań nad jego nazistowską przeszłością. Jude wznosi z Arthurem toast i przychodzi do Sama z kieliszkiem z odciskami jego palców. Mężczyzna informuje ją, że został zaatakowany przez jedną z zakonnic z Briarcliff.             |    |                            |                             |                     |                 |                                   |                        |
| 19 | 7  | Dark Cousin                | Mroczny kuzyn               | Michael Rymer       | Tim Minear      | 28 listopada 2012                 | 7 grudnia 2012         |
| Gdy Grace dostaje krwotoku macicznego, przychodzi do niej Shachath, Anioł Śmierci. Zaraz przez pocałunkiem Anioła, który jest równoznaczny ze śmiercią, Grace ratuje w wyniku resuscytacji jedna z zakonnic. Między Mary Eunice a Ardenem wybucha kłótnia, podczas której Diabeł wewnątrz zakonnicy używa wobec Arthura nadprzyrodzonych sił. Gdy jeden z pacjentów Briarcliff, Miles, próbuje popełnić samobójstwo, na ścianie zostaje wyryty aramejski napis „שָׁחַת”, który wzbudza w Mary niepokój. Miles umiera, a w jego celi pojawiają się Shachath i Mary, między którymi dochodzi do wrogiej rozmowy. Lana atakuje Thredsona, ucieka z jego domu i wsiada do samochodu mężczyzny, który powoduje wypadek. Budzi się w Briarcliff, gdzie wyjawia Mary prawdę o Krwawej Twarzy. Jude widzi w domu Sama gazetę z informacją o wypadku, który spowodowała. W 1949 roku, prowadząc samochód pod wpływem alkoholu, potrąciła kilkuletnią Missy i uciekła z miejsca zdarzenia. Zakonnica próbuje popełnić samobójstwo w restauracji, jednak przed śmiercią powstrzymuje ją Shachath. Następnie odwiedza rodzinę Missy, która – jak się okazuje, wbrew przekonaniu Jude – przeżyła wypadek. Kit ucieka z komisariatu i wraca do Briarcliff, gdzie strażnik, Frank, usiłuje go zabić, jednak przypadkiem strzela do Grace, która umiera. |    |                            |                             |                     |                 |                                   |                        |
| 20 | 8  | Unholy Night               | Bezbożna noc                | Michael Lehmann     | James Wong      | 5 grudnia 2012                    | 14 grudnia 2012        |
| Siostra Mary Eunice, jako nowa prowadząca Briarcliff, organizuje obchody Bożego Narodzenia i uwalnia z izolatki Leigha Emersona, który przed laty trafił do szpitala za masowy mord. Jude wkrada się do gabinetu Mary i chce ją zabić, jednak zostaje wyprowadzona przez ochronę. Arden, ku zażenowaniu McKee, wręcza jej kolczyki, które w przeszłości należały do przebywającej w obozie koncentracyjnym Żydówki. Lana odwiedza Kita, będącego pod wpływem silnych leków i śniącego o Grace oraz Almie. Informuje go, kim jest prawdziwa Krwawa Twarz i obiecuje ujawnić prawdę. Arden przychodzi do Jude i prosi ją o pomoc w walce z wpływem Diabła na Mary. Zakonnica przychodzi do Briarcliff, zaś Leigh atakuje ochroniarza, przez co zostaje ponownie zamknięty w izolatce. Lana chce zadzwonić na policję, przed czym powstrzymuje ją Thredson. Oliver atakuje Winters i pragnie ją udusić, jednak z pomocą przychodzi Kit. Wspólnie więzią Thredsona w jednym z pomieszczeń Briarcliff. Mary uwalnia Leigha i zamyka w gabinecie z Jude, co – jak się okazuje – zaplanowała wspólnie z Ardenem. Emerson wykonuje na zakonnicy chłostę i usiłuje ją zgwałcić, jednak Jude udaje się go zaatakować i powstrzymać. Arden jest świadkiem zabrania ciała Grace przez kosmitów. |    |                            |                             |                     |                 |                                   |                        |
| 21 | 9  | The Coat Hanger            | Wieszak                     | Jeremy Podeswa      | Jennifer Salt   | 12 grudnia 2012                   | 21 grudnia 2012        |
| W 2012 roku Johnny Morgan zabija swoją terapeutkę, zwierzając jej się uprzednio z torturowania i zabijania w dzieciństwie kotów. W 1964 roku Lana dowiaduje się od Mary Eunice, że jest w ciąży. Jude zostaje uznana za winną zabójstwa Franka (czego w rzeczywistości dokonała Mary) i niestabilną psychicznie. Wskutek tego zostają cofnięte jej śluby zakonne, a ona sama staje się pacjentką Briarcliff. Lana usiłuje popełnić aborcję przy pomocy wieszaka, o czym informuje później Thredsona. Oliver przyznaje się do zabójstw jako Krwawa Twarz, a Kit nagrywa jego zeznania. Arden proponuje Walkerowi, że doprowadzi go na skraj śmierci, jednak w czas uratuje przed zgonem, co ma na celu sprawdzenie, czy pojawią się kosmici. Kit, pragnąc zobaczyć Almę, wyraża zgodę. Podczas zabiegu dochodzi do paranormalnych zdarzeń, a Arden znajduje w jednym z pomieszczeń Grace, będącą w zaawansowanej ciąży. Lana chce zabić Olivera, jednak okazuje się, że nie ma go w pomieszczeniu, gdzie go uprzednio z Kitem zamknęła. Mary informuje ją, że jej dziecko nadal żyje. W świetlicy Lana rozmawia z Jude, która przeprasza ją za wyrządzone krzywdy i obiecuje pomóc w wydostaniu się z Briarcliff. Monsignor chrzci Leigha, który zaczyna go dusić pod wodą, a następnie ukrzyżowuje. |    |                            |                             |                     |                 |                                   |                        |
| 22 | 10 | The Name Game              | Wyliczanka                  | Michael Lehmann     | Jessica Sharzer | 2 stycznia 2013                   | 11 stycznia 2013       |
| Shachath informuje Howarda o opętaniu Mary. McKee kupuje szafę grającą, którą umieszcza w holu Briarcliff. Thredson informuje Lanę i Kita, że został zatrudniony w szpitalu na stałe i nie pozwoli na wypuszczenie ich. Jude, w której celi zostaje znaleziony ogórek, zostaje skazana na terapię elektrowstrząsową. Wbrew poleceniom Ardena, Mary stosuje wobec niej bardzo wysokie napięcie. Monsignor próbuje wykonać na niej egzorcyzm, jednak Mary udaje się go powstrzymać i zgwałcić. W wyniku elektrowstrząsów Jude niemalże traci świadomość. Gdy w szafie grającej zostaje puszczony utwór „The Name Game”, wydaje jej się, że śpiewa, a pozostali pacjenci tańczą w rytm muzyki. Arden zabija stworzone przez siebie stwory. Monsignor przeprasza Jude za brak wiary w opętanie Mary. Wspólnie ustalają, że należy ją zabić. Mary ginie, zrzucona przez Howarda z balkonu. Grace rodzi dziecko, zaś Thredson poszukuje taśmy, na której przyznaje się do winy. Lana informuje go, że nagranie zostało uryte. Jude prosi siostrę Claudię, matkę przełożoną swojego klasztoru, by pomogła Winters się wydostać z Briarcliff. Arden ma skremować ciało Mary. Dręczony wyrzutami sumienia, zjeżdża wraz z nią do pieca kremacyjnego i umiera. |    |                            |                             |                     |                 |                                   |                        |
| 23 | 11 | Spilt Milk                 | Rozlane mleko               | Alfonso Gomez-Rejon | Brad Falchuk    | 9 stycznia 2013                   | 18 stycznia 2013       |
| W 2013 roku Johnny Morgan atakuje i dusi prostytutkę, Pandorę. W 1965 roku Grace opowiada Kitowi, co widziała na statku kosmicznym. Ten, wierząc, że Alma nie żyje, oświadcza się jej. Ich dziecko zostaje przymusowo zabrane do prowadzonego przez zakonnice sierocińca. Dzięki wstawiennictwu siostry Claudii Lana zostaje wypuszczona z Briarcliff. Przed wyjściem dziękuje Jude i obiecuje pomóc jej się wydostać ze szpitala. Wsiadłszy do taksówki, pokazuje Thredsonowi przez okno nagranie, na którym przyznaje się do winy. Gdy psychiatra wraca do domu, zastaje w nim Lanę z pistoletem. Opowiada jej, co zrobił z porwaną Wendy. Lana go zabija, mówiąc, że więzienie jest dla niego za dobre. Kilka miesięcy później prawda na temat Krwawej Twarzy jest publicznie znana. Kit zostaje wypuszczony z Briarcliff. Monsignor, bojąc się, że wyjawi więcej historii z pobytu w szpitalu, pozwala mu zabrać ze sobą Grace i syna. Okazuje się, że w domu Kita przebywa Alma z innym niemowlęciem. Lana, która napisała książkę i jest popularna w mediach, pragnie się poddać aborcji, jednak już w gabinecie lekarki rezygnuje. Odwiedza Briarcliff, skąd chce zabrać Jude, Monsignor informuje ją jednak, że Martin popełniła samobójstwo. W rzeczywistości była zakonnica jest zamknięta w ciasnej izolatce. Wkrótce Lana rodzi syna i zrzeka się opieki nad nim. |    |                            |                             |                     |                 |                                   |                        |
| 24 | 12 | Continuum                  | Kontinuum                   | Craig Zisk          | Ryan Murphy     | 16 stycznia 2013                  | 18 stycznia 2013       |
| W 1967 roku Kit żyje w poligamii z Grace i Almą. Cała trójka wraz z dziećmi (Thomasem i Julią) mieszka razem. Grace jest zafascynowana epizodem z kosmitami i żyje w przekonaniu, że ci powrócą po dzieci, które pomogli stworzyć. Alma z kolei uważa porwanie jej przez istoty pozaziemskie za horror i nie chce, by Thomas i Julia o nim wiedzieli. Między kobietami dochodzi do spięć, na które wpływa także zazdrość o Kita. Alma, w przypływie złości, zabija Grace siekierą. Tymczasem Howard zostaje wybrany na Kardynała Nowego Jorku, a Briarcliff staje się połączeniem szpitala psychiatrycznego i więzienia. Przed opuszczeniem ośrodka Timothy informuje Jude (oficjalnie nazywaną teraz Betty Drake), że postara się o wypuszczenie jej. Martin kłóci się ze swoją współwięźniarką, którą – jak jej się zdaje – jest Shachath. Gdy rozmawia z prowadzącą Briarcliff doktor Mirandą Crump, myśląc, że od tych wydarzeń minęło kilka dni, okazuje się, że straciła świadomość minionych dwóch i pół roku (tyle minęło od awansu Howarda). Gdy Lana, znana pisarka, podpisuje publicznie egzemplarze swojej książki, do księgarni przychodzi Kit. Walker opowiada jej o tym, jak Almę zamknięto w Briarcliff, gdzie umarła, zaś Jude nadal jest tam pacjentką. Obwinia Lanę o to, że zamiast próbować pogrążyć Briarcliff skupiła się na własnej sławie. Winters odpowiada, że Briarcliff to przeszłość, a Jude zasłużyła na swój los. W 2013 roku Johnny Morgan zdobywa pierwsze wydanie książki swojej matki. Przysięga dokończyć dzieło ojca i zabić Lanę. |    |                            |                             |                     |                 |                                   |                        |
| 25 | 13 | Madness Ends               | Koniec szaleństwa           | Alfonso Gomez-Rejon | Tim Minear      | 23 stycznia 2013                  | 25 stycznia 2013       |
| W 2012 roku Johnny Morgan przychodzi do opuszczonego budynku Briarcliff, słuchając audiobooka, na którym Lana opowiada o Oliverze. Gdy okazuje się, że w środku są także Leo i Teresa, zabija ich. Rok później Lana udziela telewizyjnego wywiadu. Przyznaje się, że w 1971 roku dokonała manipulacji. W telewizji pokazano wówczas, jak przychodzi do pełnego obłąkanych ludzi Briarcliff, odnajduje Jude i wyprowadza ją ze szpitala. W rzeczywistości okazało się, że Martin już wcześniej opuściła ośrodek. W telewizji nie pokazano wizyty Lany u Kita, który opowiedział jej, że zabrał Jude do własnego domu. Początkowo była agresywna i wydawało jej się, że jest zakonnicą prowadzącą Briarcliff. Z czasem stała się spokojna i nabrała świadomości tego, kim jest. Po kilku miesiącach szczęśliwego życia umarła, oświadczając Shachath, że jest w końcu gotowa na jej pocałunek. W wywiadzie Lana opowiada również o nieudanych próbach rozmowy z Kardynałem Nowego Jorku, Howardem, który ostatecznie popełnił samobójstwo. Przyznaje także, że skłamała w sprawie śmierci swojego syna i opowiada, że została matką chrzestną dzieci Kita, który zmarł w nieznanych okolicznościach (nie wie, że zabrali go kosmici). Po wywiadzie rozpoznaje syna wśród członków ekipy telewizyjnej. Johnny opowiada jej o nienawiści, jaką ją darzy od lat i o chęci spełnienia woli ojca, po czym celuje w nią pistoletem. Lana mówi mu, że nie jest takim potworem jak Oliver, zabiera pistolet i zabija syna.                                                         |    |                            |                             |                     |                 |                                   |                        |

## Oglądalność w Stanach Zjednoczonych
Kolumna „Pozycja” wyraża miejsce, które zajął odcinek w zestawieniu najpopularniejszych programów telewizji kablowej danego dnia.

Kolumna „AMR” wyraża procent widzów w grupie wiekowej 18–49, którzy oglądali dany odcinek, w stosunku do wszystkich posiadaczy telewizji kablowej w Stanach Zjednoczonych (w tej samej grupie).
| Nr      | Tytuł                         | Data premiery             | Pozycja | Widzów (w mln) | AMR (18–49) |        |
| ------- | ----------------------------- | ------------------------- | ------- | -------------- | ----------- | ------ |
| 1       | „Witajcie w Briarcliff”       | 17 października 2012(dts) | 1       | 3,848          | 2,2         | [ 1 ]  |
| 2       | „Psikusy i cukierki”          | 24 października 2012(dts) | 1       | 3,061          | 1,7         | [ 2 ]  |
| 3       | „Burza”                       | 31 października 2012(dts) | 1       | 2,469          | 1,5         | [ 3 ]  |
| 4       | „Jestem Anne Frank (część 1)” | 7 listopada 2012(dts)     | 3       | 2,648          | 1,5         | [ 4 ]  |
| 5       | „Jestem Anne Frank (część 2)” | 14 listopada 2012(dts)    | 3       | 2,779          | 1,6         | [ 5 ]  |
| 6       | „Pochodzenie ohydy”           | 21 listopada 2012(dts)    | 8       | 1,893          | 0,9         | [ 6 ]  |
| 7       | „Mroczny kuzyn”               | 28 listopada 2012(dts)    | 4       | 2,273          | 1,3         | [ 7 ]  |
| 8       | „Bezbożna noc”                | 5 grudnia 2012(dts)       | 3       | 2,360          | 1,4         | [ 8 ]  |
| 9       | „Wieszak”                     | 12 grudnia 2012(dts)      | 5       | 2,216          | 1,3         | [ 9 ]  |
| 10      | „Wyliczanka”                  | 2 stycznia 2013(dts)      | 12      | 2,210          | 1,2         | [ 10 ] |
| 11      | „Rozlane mleko”               | 9 stycznia 2013(dts)      | 3       | 2,510          | 1,5         | [ 11 ] |
| 12      | „Kontinuum”                   | 16 stycznia 2013(dts)     | 6       | 2,300          | 1,3         | [ 12 ] |
| 13      | „Koniec szaleństwa”           | 23 stycznia 2013(dts)     | 7       | 2,288          | 1,3         | [ 13 ] |
| Średnio | Średnio                       | Średnio                   | Średnio | 2,527          | 1,4         |        |

## Nagrody i nominacje
American Horror Story: Asylum zdobył 16 nagród spośród 56 nominacji.
| Ceremonia                                                                             | Kategoria                                                                                               | Nominacja | Rezultat  |               |
| ------------------------------------------------------------------------------------- | --- | --- | --------- | ------------- |
| 65. ceremonia wręczenia nagród Primetime Emmy                                         | Najlepszy miniserial lub film telewizyjny                                                               | American Horror Story: Asylum | Nominacja | [ 14 ]        |
| 65. ceremonia wręczenia nagród Primetime Emmy                                         | Najlepsza aktorka pierwszoplanowa w miniserialu lub filmie telewizyjnym                                 | Jessica Lange | Nominacja | [ 14 ]        |
| 65. ceremonia wręczenia nagród Primetime Emmy                                         | Najlepszy aktor drugoplanowy w miniserialu lub filmie telewizyjnym                                      | James Cromwell | Wygrana   | [ 14 ]        |
| 65. ceremonia wręczenia nagród Primetime Emmy                                         | Najlepszy aktor drugoplanowy w miniserialu lub filmie telewizyjnym                                      | Zachary Quinto | Nominacja | [ 14 ]        |
| 65. ceremonia wręczenia nagród Primetime Emmy                                         | Najlepsza aktorka drugoplanowa w miniserialu lub filmie telewizyjnym                                    | Sarah Paulson | Nominacja | [ 14 ]        |
| 65. ceremonia wręczenia nagród Primetime Creative Arts Emmy                           | Najlepsza charakteryzacja w miniserialu lub filmie telewizyjnym                                         | Eryn Krueger Mekash, Kim Ayers, Silvina Knight i John Elliot | Nominacja | [ 14 ]        |
| 65. ceremonia wręczenia nagród Primetime Creative Arts Emmy                           | Najlepsza charakteryzacja sztuczna w serialu, miniserialu, filmie telewizyjnym lub programie specjalnym | Eryn Krueger Mekash, Mike Mekash, Hiroshi Yada, Christopher Nelson, Kim Ayers, Silvina Knight, Christien Tinsley i Jason Hamer                                   | Nominacja | [ 14 ]        |
| 65. ceremonia wręczenia nagród Primetime Creative Arts Emmy                           | Najlepsza czołówka                                                                                      | Kyle WJ Cooper, Juan Ruiz Anchia, Kate Berry i Ryan Murphy | Nominacja | [ 14 ]        |
| 65. ceremonia wręczenia nagród Primetime Creative Arts Emmy                           | Najlepszy dobór obsady miniserialu, filmu telewizyjnego lub programu specjalnego                        | Robert Ulrich i Eric Dawson | Nominacja | [ 14 ]        |
| 65. ceremonia wręczenia nagród Primetime Creative Arts Emmy                           | Najlepszy dźwięk w miniserialu lub filmie telewizyjnym                                                  | Sean Rush, Joe Earle i Doug Andham (za „Witajcie w Briarcliff”)                                                                                                  | Nominacja | [ 14 ]        |
| 65. ceremonia wręczenia nagród Primetime Creative Arts Emmy                           | Najlepsze fryzury w miniserialu lub filmie telewizyjnym                                                 | Monte C. Haught, Janis Clark, Stacey K. Black, Natalie Driscoll i Michelle Ceglia                                                                                | Nominacja | [ 14 ]        |
| 65. ceremonia wręczenia nagród Primetime Creative Arts Emmy                           | Najlepsze kostiumy w miniserialu, filmie telewizyjnym lub programie specjalnym                          | Chrisi Karvonides i Conan Castro (za „Koniec szaleństwa”) | Nominacja | [ 14 ]        |
| 65. ceremonia wręczenia nagród Primetime Creative Arts Emmy                           | Najlepszy montaż dźwięku w miniserialu, filmie telewizyjnym lub programie specjalnym                    | Gary Megregian, Steve M. Stuhr, Jason Krane, Christian Buenaventura, Timothy A. Cleveland, David Klotz, Andrew Dawson i Noel Vought (za „Witajcie w Briarcliff”) | Wygrana   | [ 14 ]        |
| 65. ceremonia wręczenia nagród Primetime Creative Arts Emmy                           | Najlepszy montaż miniserialu lub filmu telewizyjnego kręconego przy użyciu jednej kamery                | Fabienne Bouville (za „Burzę”) | Nominacja | [ 14 ]        |
| 65. ceremonia wręczenia nagród Primetime Creative Arts Emmy                           | Najlepsza scenografia w miniserialu lub filmie telewizyjnym                                             | Mark Worthington, Andrew Murdock i Ellen Brill (za „Jestem Anne Frank (część 2)”)                                                                                | Nominacja | [ 14 ]        |
| 65. ceremonia wręczenia nagród Primetime Creative Arts Emmy                           | Najlepsza scenografia w miniserialu lub filmie telewizyjnym                                             | Mark Worthington, Edward L. Rubin i Ellen Brill (za „Witajcie w Briarcliff”)                                                                                     | Nominacja | [ 14 ]        |
| 65. ceremonia wręczenia nagród Primetime Creative Arts Emmy                           | Najlepsze zdjęcia w miniserialu lub filmie telewizyjnym                                                 | Michael Goi (za „Jestem Anne Frank (część 2)”) | Nominacja | [ 14 ]        |
| 70. ceremonia wręczenia Złotych Globów                                                | Najlepsza aktorka w miniserialu lub filmie telewizyjnym                                                 | Jessica Lange | Nominacja | [ 15 ]        |
| Amerykański Instytut Filmowy 2012                                                     | Dziesięć najlepszych programów telewizyjnych roku                                                       | American Horror Story: Asylum | Wygrana   | [ 16 ]        |
| 19. ceremonia wręczenia nagród Gildii Aktorów Ekranowych                              | Najlepszy występ aktorki w serialu dramatycznym                                                         | Jessica Lange | Nominacja | [ 17 ]        |
| 65. ceremonia wręczenia nagród Amerykańskiej Gildii Reżyserów Filmowych               | Najlepsza reżyseria w filmie telewizyjnym lub miniserialu                                               | Michael Rymer (za „Mrocznego kuzyna”) | Nominacja | [ 18 ]        |
| 25. ceremonia wręczenia nagród Amerykańskiej Gildii Producentów Filmowych             | Najlepsza produkcja pełnometrażowego programu telewizyjnego                                             | Brad Buecker, Dante Di Loreto, Brad Falchuk, Ryan Murphy, Chip Vucelich i Alexis Martin Woodall                                                                  | Nominacja | [ 19 ]        |
| 15. ceremonia wręczenia nagród Amerykańskiej Gildii Kostiumografów                    | Najlepsze kostiumy w filmie telewizyjnym lub miniserialu                                                | Lou Eyrich | Wygrana   | [ 20 ]        |
| 17. ceremonia wręczenia nagród Amerykańskiej Gildii Scenografów                       | Film telewizyjny lub miniserial                                                                         | Mark Worthington | Wygrana   | [ 21 ]        |
| 64. ceremonia wręczenia nagród Amerykańskiego Stowarzyszenia Montażystów              | Najlepszy montaż miniserialu lub filmu telewizyjnego                                                    | Stewart Schill (za „Wyliczankę”) | Nominacja | [ 22 ]        |
| 27. ceremonia wręczenia nagród Amerykańskiego Stowarzyszenia Operatorów Filmowych     | Najlepsze zdjęcia do filmu telewizyjnego lub miniserialu                                                | Michael Goi (za „Jestem Anne Frank (część 2)”) | Nominacja | [ 23 ]        |
| 29. ceremonia wręczenia nagród Amerykańskiego Samorządu Zawodowego Reżyserów Castingu | Film telewizyjny lub miniserial                                                                         | Robert J. Ulrich, Eric Dawson, Carol Kritzer i Eric Souliere | Nominacja | [ 24 ]        |
| Ceremonia wręczenia nagród Stowarzyszenia Autorów Zdjęć Filmowych w 2014              | Najlepszy telewizyjny operator kamery                                                                   | James Reid | Nominacja | [ 25 ]        |
| 49. ceremonia wręczenia nagród Stowarzyszenia Kinowego Dźwięku                        | Najlepsze osiągnięcie w montażu dźwięku – film telewizyjny lub miniserial                               | Sean Rush, Joe Earle, Doug Andham, James S. Levine, Judah Getz, Kyle Billingsley (za „Witajcie w Briarcliff”)                                                    | Nominacja | [ 26 ]        |
| 29. ceremonia wręczenia nagród Stowarzyszenia Krytyków Telewizyjnych                  | Najlepsze osiągnięcie w filmie, miniserialu lub programie specjalnym                                    | American Horror Story: Asylum | Nominacja | [ 27 ]        |
| 60. ceremonia wręczenia Złotych Szpul                                                 | Najlepszy montaż dźwięku w odcinku serialu – efekty i imitacje dźwiękowe                                | „Witajcie w Briarcliff” | Wygrana   | [ 28 ]        |
| Ceremonia wręczenia Nagród Brama Stokera w 2013                                       | Najlepszy scenariusz                                                                                    | Tim Minear (za „Mrocznego kuzyna”) | Nominacja | [ 29 ]        |
| Ceremonia wręczenia Nagród Brama Stokera w 2014                                       | Najlepszy scenariusz                                                                                    | Brad Falchuk (za „Rozlane mleko”) | Nominacja | [ 29 ]        |
| 17. ceremonia wręczenia Satelitów                                                     | Najlepszy serial gatunkowy                                                                              | American Horror Story: Asylum | Nominacja | [ 30 ]        |
| 17. ceremonia wręczenia Satelitów                                                     | Najlepszy aktor drugoplanowy w serialu, miniserialu lub filmie telewizyjnym                             | Evan Peters | Nominacja | [ 30 ]        |
| 39. ceremonia wręczenia Saturnów                                                      | Najlepszy serial telewizji kablowej lub regionalnej                                                     | American Horror Story: Asylum | Nominacja | [ 31 ]        |
| 39. ceremonia wręczenia Saturnów                                                      | Najlepsza aktorka telewizyjna                                                                           | Sarah Paulson | Nominacja | [ 31 ]        |
| 39. ceremonia wręczenia Saturnów                                                      | Najlepsza drugoplanowa aktorka telewizyjna                                                              | Jessica Lange | Nominacja | [ 31 ]        |
| 3. ceremonia wręczenia Critics’ Choice Television Awards                              | Najlepszy film lub miniserial                                                                           | American Horror Story: Asylum | Nominacja | [ 32 ] [ 33 ] |
| 3. ceremonia wręczenia Critics’ Choice Television Awards                              | Najlepsza aktorka w filmie lub miniserialu                                                              | Jessica Lange | Nominacja | [ 32 ] [ 33 ] |
| 3. ceremonia wręczenia Critics’ Choice Television Awards                              | Najlepszy aktor drugoplanowy w filmie lub miniserialu                                                   | Zachary Quinto | Wygrana   | [ 32 ] [ 33 ] |
| 3. ceremonia wręczenia Critics’ Choice Television Awards                              | Najlepszy aktor drugoplanowy w filmie lub miniserialu                                                   | James Cromwell | Nominacja | [ 32 ] [ 33 ] |
| 3. ceremonia wręczenia Critics’ Choice Television Awards                              | Najlepsza aktorka drugoplanowa w filmie lub miniserialu                                                 | Sarah Paulson | Wygrana   | [ 32 ] [ 33 ] |
| 3. ceremonia wręczenia Critics’ Choice Television Awards                              | Najlepsza aktorka drugoplanowa w filmie lub miniserialu                                                 | Lily Rabe | Nominacja | [ 32 ] [ 33 ] |
| BMI Film & TV Awards 2013                                                             | Muzyka w telewizji kablowej                                                                             | Charlie Clouser i César Dávila-Irizarry | Wygrana   | [ 34 ]        |
| 24. ceremonia wręczenia GLAAD Media Awards                                            | Najlepszy film telewizyjny miniserial                                                                   | American Horror Story: Asylum | Wygrana   | [ 35 ]        |
| 4. ceremonia wręczenia Nagród Doriana                                                 | Serial dramatyczny roku                                                                                 | American Horror Story: Asylum | Wygrana   | [ 36 ]        |
| 4. ceremonia wręczenia Nagród Doriana                                                 | Serial roku o tematyce LGBT                                                                             | American Horror Story: Asylum | Nominacja | [ 36 ]        |
| 4. ceremonia wręczenia Nagród Doriana                                                 | Kampowy serial roku                                                                                     | American Horror Story: Asylum | Nominacja | [ 36 ]        |
| 4. ceremonia wręczenia Nagród Doriana                                                 | Telewizyjny występ roku – aktorka                                                                       | Jessica Lange | Wygrana   | [ 36 ]        |
| 5. ceremonia wręczenia Nagród Doriana                                                 | Telewizyjny występ muzyczny roku                                                                        | Jessica Lange z obsadą (za „The Name Game”) | Nominacja | [ 36 ]        |
| Key Art Awards 2013                                                                   | Technika drukarska: reklama jednostronna krajowa                                                        | American Horror Story: Asylum | Srebro    | [ 37 ]        |
| Key Art Awards 2013                                                                   | Technika drukarska: reklama jednostronna krajowa                                                        | One Sheet | Złoto     | [ 37 ]        |
| Key Art Awards 2013                                                                   | Zintegrowana kampania promocyjna                                                                        | American Horror Story: Asylum | Złoto     | [ 37 ]        |
| Key Art Awards 2013                                                                   | Zapowiedź empiryczna                                                                                    | Get Committed | Złoto     | [ 37 ]        |
| 17. ceremonia wręczenia PRISM Awards                                                  | Wieloodcinkowa historia o nadużyciu substancji w serialu dramatycznym                                   | American Horror Story: Asylum (odcinki: „Burza”, „Jestem Anne Frank (część 2)” i „Mroczny kuzyn”)                                                                | Wygrana   | [ 38 ]        |